# Емил Бузов
Емил Митков Бузов е български историк, археолог и египтолог. Преподавател по египтология в Нов български университет.

## Биография
Доцент по египтология в Нов български университет, член на Българския институт по египтология, специалист по древноегипетски език, история на Древен Египет, археология на Древен Египет. От 2012 г. е заместник ръководител на разкопките на Българския институт по египтология към НБУ на Тиванска гробница № 263 в Луксор, Египет.

## Творчество

### Монографии
- Пътят на живота. Учението на древноегипетските мъдреци. София 2011, 240 стр., ISBN 978-954-321-835-6 – изследване на дидактичната литература на Древен Египет.
- Текстове от Древен Египет І. Папирус Весткар. София, 2014, 172 стр., ISBN 978-619-152-367-2 – превод, граматичен и исторически коментар на приказките от царския двор.
- Сред богове и пирамиди. Всекидневният живот в Древен Египет. София, 2016, 504 стр., ISBN 978-619-152-768-7 – изследване върху ежедневието в Древен Египет.[2]

### Публикации
- „The Role of the heart in the purification“ in: L’aqua nell’antico Egitto – Proceedings of the Firs International Conference for Young Egyptologist. L’Erma. 2004, 273 – 281.
- „Древноегипетската представа за богатството в дидактичната литература на Древен Египет“ – Годишник на департамент „Средиземноморски и източни изследвания“ (2) 2005, 232 – 237.
- „Social aspect of the term sA s ”son-of-man““ in: Journal of Egyptological Studies 2 (2005), 39 – 41.
- „Древноегипетската дидактична литература“ – Годишник на департамент „Средиземноморски и източни изследвания“ (3) 2006, 1 – 16.
- „Древноегипетското Лоялистично поучение – Стелата на Схотепиибре“. Ориенталия 2 (2007), 103 – 108.
- „Представата за знанието и познанието в поучителната литература на Древен Египет“ – Ориенталия 2 (2008), 55 – 61.
- Ptahhotep Maxim 32 (P. Prisse 14, 4 – 14, 6) in: Journal of Egyptological Studies 3 (2010), 67 – 69. ()
- Слънце-поклонничеството в Древен Египет[неработеща препратка]. Проект „Сравнително изследване на култа към бога-слънце в Източното Средиземноморие“.
- Египет – колосалният образ на миналото. Сп. Моето пътуване. 18 (2011), 26 – 57.
- Облеклото в Древен Египет. Сборник научни публикации. Департамент Архитектура, Дизайн и Изящни изкуства. НБУ. София, 3 2014, 137 – 146.
- The History of Egyptology in Bulgaria. In: A History of Research into Ancient Egyptian Culture Conducted in Southeast Europe. Ed. by Mladen Tomorad. Archaeopress Egyptology 8. Gordon House. Oxford, 2015, 19 – 24; 271 – 275.
- With T. Lekov. Preliminary Report on the Archaeological survey of Theban Tomb No. 362 by Bulgarian Institute of Egyptology, Seasons 2012 – 2013. JES IV (2015), 14 – 30.
- Notes on Egyptian Wisdom Texts. JES IV (2015), 49 – 83.